# 王国宝
王国宝（おう こくほう、? - 隆安元年4月17日（397年5月29日））は、中国東晋の武将。本貫は太原郡晋陽県。王坦之の三男。謝安の娘婿。

## 生涯
太原王氏出身であるが、品行が悪く、そのためか司馬道子とは気が合う間柄だった。しかし、司馬道子と共に孝武帝の寵愛を得ようとして次第に対立し、その対立が頂点に達して司馬道子から剣を投げつけられて憎み合った。孝武帝が崩御して司馬道子が政権を握ると、掌を返すように司馬道子に媚び、旧交を回復して腹心の部下となり、専権をふるった。
王国宝は兵権をも掌握するため、同族である北府軍総帥の王恭を解任しようと画策したがこれに激怒した王恭は西府軍元帥の殷仲堪と結託し、隆安元年（397年）に君側の奸臣を誅すると称して挙兵した。司馬道子はこの挙兵に驚き、王恭の鉾先をやわらげるために要求を容れ、王国宝は罪状を挙げられて斬殺された。